# Castell de Biscarri
El Castell de Biscarri està situat a Biscarri vell, damunt i a llevant de l'església romànica de Sant Andreu de Biscarri. Fou un dels castells en què el comte d'Urgell basà la seva conquesta del Pallars als sarraïns. És en el poble de Biscarri, del terme municipal d'Isona i Conca Dellà, dins de l'antic terme de Benavent de Tremp, a la comarca del Pallars Jussà.

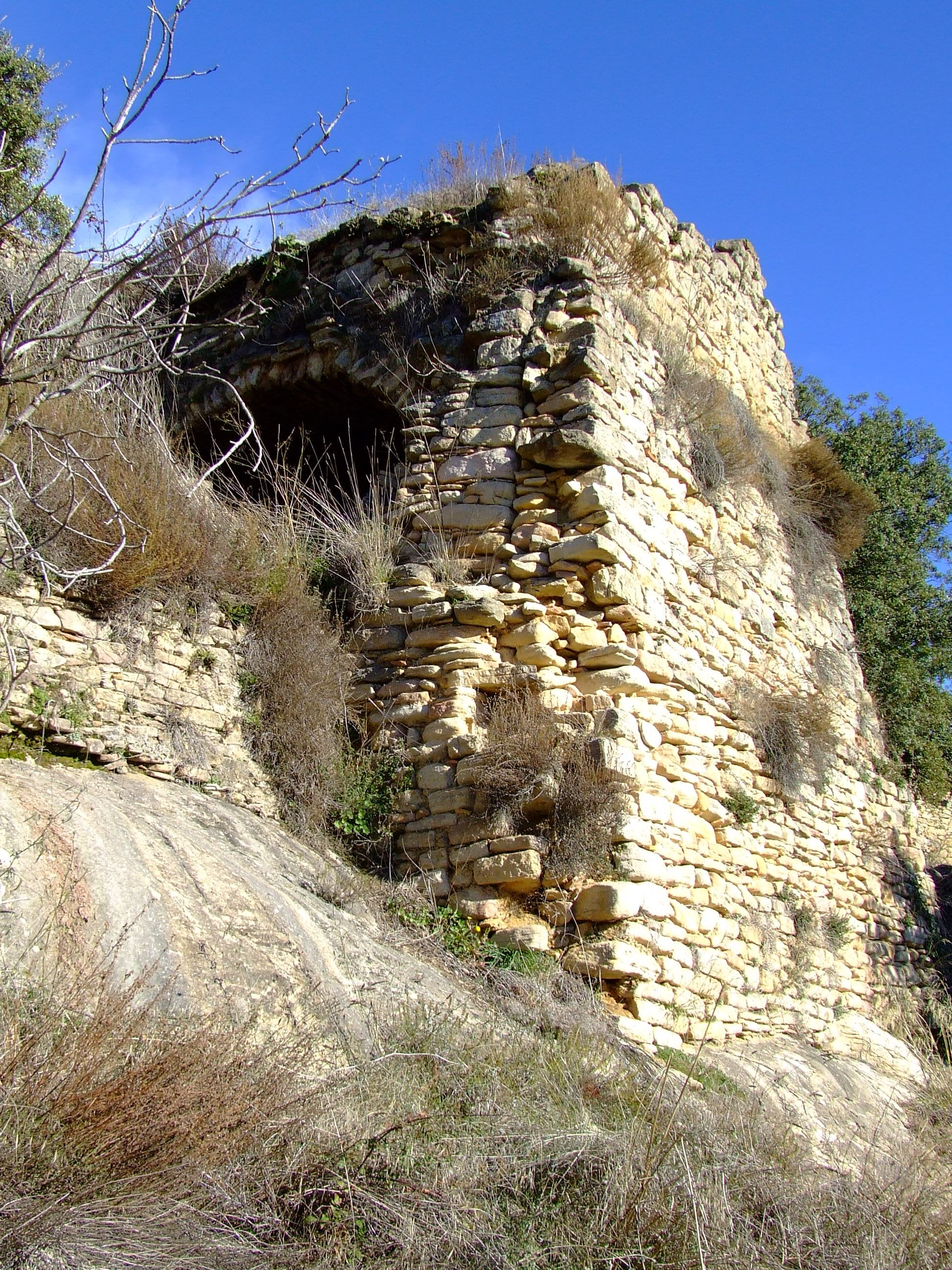
Restes del castell de Biscarri

Documentat des del 949 (Castro Viscare), fou un dels castells donats pel comte Ermengol III a Arnau Mir de Tost, que en degué fer la conquesta als sarraïns. En el seu testament (1071), el deixa a la seva filla, la comtessa Valença, i al seu net, Arnau. Aquesta donació fou confirmada el 1077 per Ermengol IV, però mantenint expressament el senyoriu a favor del comte d'Urgell.
El segle xiv, en canvi, apareix en mans del Capítol de canonges de la Seu d'Urgell, en les quals romangué ja fins a l'extinció dels senyorius, el 1831.
Del castell de Biscarri, actualment en queden poques restes. Possiblement reconvertit els darrers temps en una casa més del poble, a Biscarri vell, en queden només alguns murs en el punt més alt del poble.